# Emerson (circonscription électorale)
Circonscription électorale provinciale du Canada
Pour les articles homonymes, voir Emerson.
Emerson est une ancienne circonscription électorale provinciale du Manitoba (Canada). Située dans le sud du Manitoba, la circonscription a été représentée à l'Assemblée législative de 1879 à 2019.
Les circonscriptions limitrophes étaient Carman, Morris, Steinbach et La Vérendrye au nord, Pembina à l'ouest, l'Ontario à l'est et le Dakota du Nord au sud.

## Liste des députés
| Emerson                                 | Emerson                  | Emerson                          | Emerson     | Emerson     | Emerson |
| Nom                                     | Nom                      | Parti                            | Mandat      | Législature |         |
| --------------------------------------- | ------------------------ | -------------------------------- | ----------- | ----------- | ------- |
|                                         | William Nash             | Opposition/Conservateur          | 1879 - 1880 | 4e          |         |
|                                         | Thomas Carney            | Conservateur                     | 1880 - 1883 | 4e          |         |
|                                         | Frederick Burnham        | Libéral                          | 1883 - 1883 | 5e          |         |
|                                         | Charles Douglas          | Conservateur                     | 1883 - 1886 | 5e          |         |
|                                         | Charles Douglas          | Conservateur                     | 1886 - 1888 | 6e          |         |
|                                         | James Thomson            | Libéral                          | 1888 - 1892 | 7e          |         |
|                                         | David Henry McFadden     | Conservateur                     | 1892 - 1896 | 8e          |         |
|                                         | David Henry McFadden     | Conservateur                     | 1896 - 1899 | 9e          |         |
|                                         | David Henry McFadden     | Conservateur                     | 1899 - 1903 | 10e         |         |
|                                         | David Henry McFadden     | Conservateur                     | 1903 - 1907 | 11e         |         |
|                                         | George Walton            | Libéral                          | 1907 - 1910 | 12e         |         |
|                                         | David Henry McFadden (2) | Conservateur                     | 1910 - 1914 | 13e         |         |
|                                         | David Henry McFadden (2) | Conservateur                     | 1914 - 1915 | 14e         |         |
|                                         | John David Baskerville   | Libéral                          | 1915 - 1920 | 15e         |         |
|                                         | Dmytro Yakimischak       | United Farmers                   | 1920 - 1922 | 16e         |         |
|                                         | Dmytro Yakimischak       | Indépendant                      | 1922 - 1927 | 17e         |         |
|                                         | Robert Franklin Curran   | United Farmers                   | 1927 - 1932 | 18e         |         |
|                                         | Robert Franklin Curran   | Libéral-progressiste             | 1932 - 1936 | 19e         |         |
|                                         | Herbert Wright           | Indépendant/Libéral              | 1936 - 1941 | 20e         |         |
|                                         | John R. Solomon          | Indépendant/Pro-coalition        | 1941 - 1945 | 21e         |         |
|                                         | John R. Solomon          | Libéral-progressiste             | 1945 - 1949 | 22e         |         |
|                                         | John R. Solomon          | Libéral-progressiste             | 1949 - 1953 | 23e         |         |
|                                         | John R. Solomon          | Indépendant Libéral-progressiste | 1953 - 1957 | 24e         |         |
|                                         | John Tanchak             | Libéral-progressiste             | 1957 - 1958 | 24e         |         |
|                                         | John Tanchak             | Libéral-progressiste             | 1958 - 1959 | 25e         |         |
|                                         | John Tanchak             | Libéral-progressiste             | 1959 - 1962 | 26e         |         |
|                                         | John Tanchak             | Libéral-progressiste             | 1962 - 1966 | 27e         |         |
|                                         | John Tanchak             | Libéral-progressiste             | 1966 - 1969 | 28e         |         |
|                                         | Gabriel Girard           | Progressiste-conservateur        | 1969 - 1973 | 29e         |         |
|                                         | Steve Derewianchuk       | Néo-démocrate                    | 1973 - 1977 | 30e         |         |
|                                         | Albert Driedger          | Progressiste-conservateur        | 1977 - 1981 | 31e         |         |
|                                         | Albert Driedger          | Progressiste-conservateur        | 1981 - 1986 | 32e         |         |
|                                         | Albert Driedger          | Progressiste-conservateur        | 1986 - 1988 | 33e         |         |
|                                         | Albert Driedger          | Progressiste-conservateur        | 1988 - 1990 | 34e         |         |
|                                         | Jack Penner              | Progressiste-conservateur        | 1990 - 1995 | 35e         |         |
|                                         | Jack Penner              | Progressiste-conservateur        | 1995 - 1999 | 36e         |         |
|                                         | Jack Penner              | Progressiste-conservateur        | 1999 - 2003 | 37e         |         |
|                                         | Jack Penner              | Progressiste-conservateur        | 2003 - 2007 | 38e         |         |
|                                         | Cliff Graydon            | Progressiste-conservateur        | 2007 - 2011 | 39e         |         |
|                                         | Cliff Graydon            | Progressiste-conservateur        | 2011 - 2016 | 40e         |         |
|                                         | Cliff Graydon            | Progressiste-conservateur        | 2016 - 2018 | 41e         |         |
|                                         | Cliff Graydon            | Indépendant                      | 2018 - 2019 | 41e         |         |
| Circonscription abolie, voir Borderland |                          |                                  |             |             |         |